# Ndiandane

Ndiandane är en ort i norra Senegal. Den ligger i regionen Saint-Louis och hade 4 839 invånare vid folkräkningen 2013.